# Instytut Pasteura

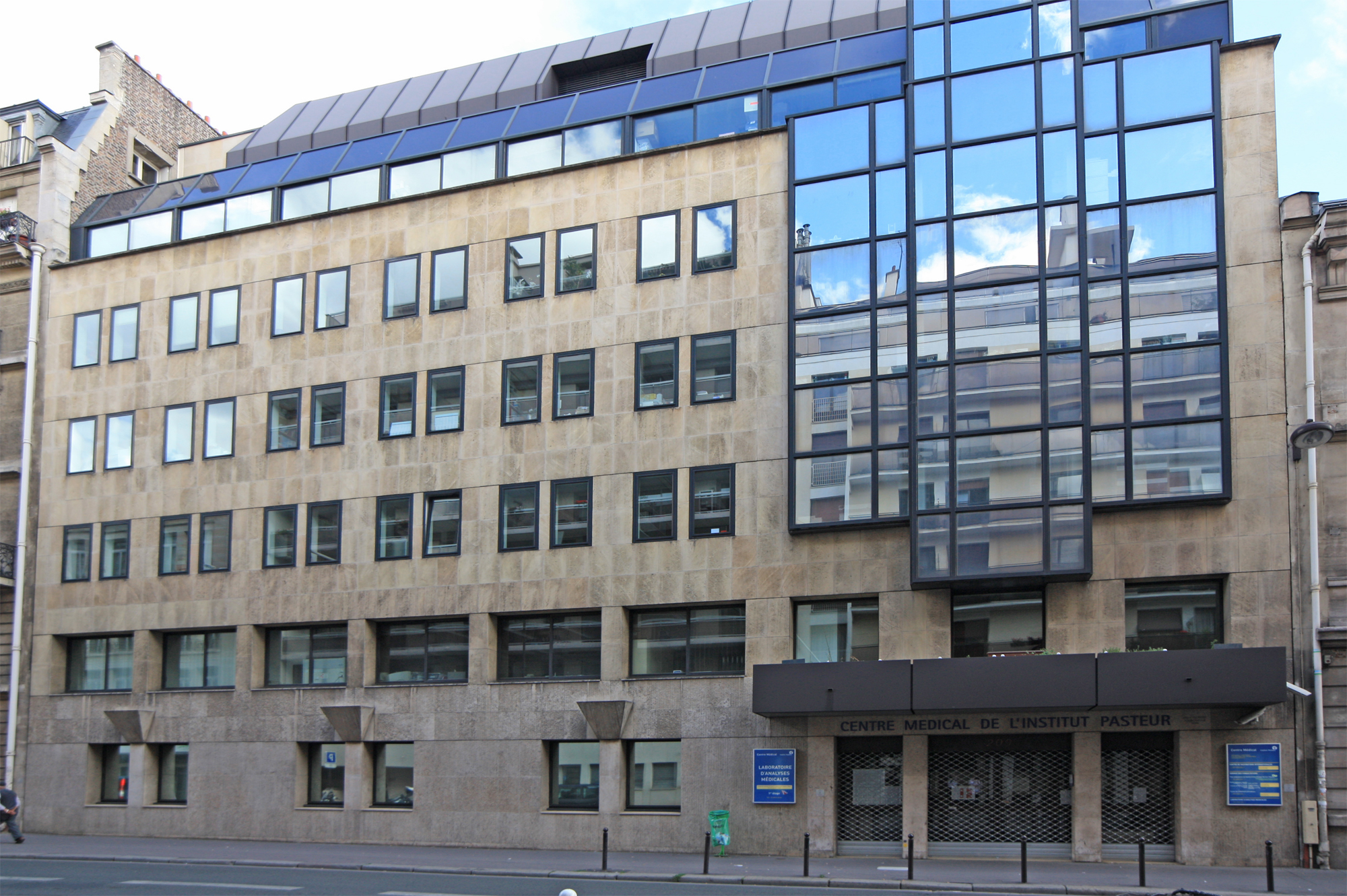
Centrum Medyczne Instytutu Pasteura w Paryżu

Instytut Pasteura (fr. Institut Pasteur) – francuska, prywatna instytucja naukowo-badawcza non-profit, która została utworzona w Paryżu w 1888 roku z inicjatywy Akademii Nauk. Zajmuje się głównie mikrobiologią, immunologią, zwalczaniem chorób zakaźnych oraz produkcją szczepionek i surowic.
Nazwa tej instytucji pochodzi od jej założyciela i pierwszego dyrektora Ludwika Pasteura, który w roku 1885 po raz pierwszy wyprodukował skuteczną surowicę przeciw wściekliźnie. Instytut Pasteura został założony 4 czerwca 1887, a zaczął działalność 14 listopada 1888 roku.
Instytut ma liczne filie we Francji oraz wielu krajach świata.